# Marko Čolaković
Marko Čolaković (Podgorica, 20. srpnja 1980.) umirovljeni je crnogorski nogometaš, po poziciji krilni vezni. 

## Vanjske poveznice
- (polj.) Marko Čolaković na  90minut.pl